# 傑瑞·湯瑪斯
傑里麥亞·「傑瑞」·P·湯瑪斯（英語：Jeremiah "Jerry" P. Thomas；1830年—1885年12月15日），是一位美國男性調酒師。他在美國各地推廣雞尾酒，是美國雞尾酒的先驅，因此又被叫做「美國雞尾酒之父」。除了撰寫關於雞尾酒的開創性著作《Bar-Tender's Guide》以外，湯瑪斯在製作飲料時展現了創造力和表演技巧，並將酒保的形象塑造成了有創造力的專業人士。他因此經常被暱稱為「教授」（Professor）傑瑞·湯瑪斯。